# Hodson Point
Der Hodson Point ist eine Landspitze an der Nordküste Südgeorgiens. Sie liegt 1,5 km südlich der Small Bay am Ostufer der Fortuna Bay.
Ihr Name ist erstmals auf einer Landkarte der britischen Admiralität aus dem Jahr 1931 verzeichnet. Namensgeber ist Arnold Wienholt Hodson (1881–1944), Gouverneur der Falklandinseln von 1927 bis 1931.